# Піхотна дивізія «Вольденберг»
Піхотна дивізія «Вольденберг» (нім. Infanterie-Division Woldenberg) — ерзац дивізія Вермахту, що існувала наприкінці Другої світової війни.

## Історія
Піхотна дивізія «Вольденберг» сформована 20 січня 1945 року та протягом наступних кількох днів була знищена в боях з Червоною армією у Померанії.

## Командування

### Командири
- генерал-майор Гергард Кеглер (нім. Gerhard Kegler) (20 — 29 січня 1945).